# Kristina Bille Hansen
Kristina Bille Hansen (ur. 3 kwietnia 1986 w Farsø) – duńska piłkarka ręczna, reprezentantka kraju, grająca na pozycji prawoskrzydłowej. Obecnie występuje w słoweńskim RK Krim.

## Sukcesy
- mistrzostwo Danii (2004, 2006)
- Liga Mistrzyń  (2006)
- wicemistrzostwo Danii  (2005, 2009)